# Dominique Besnehard

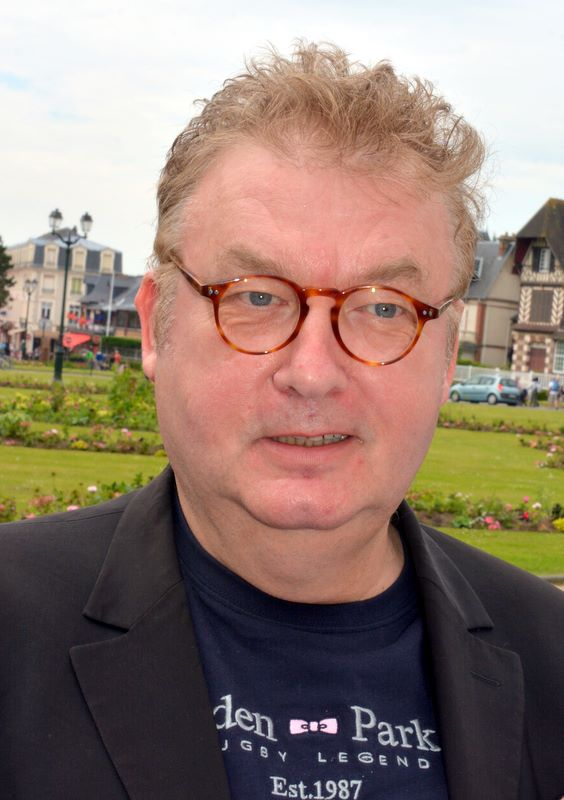
Dominique Besnehard (2014)

Dominique Besnehard (* 5. Februar 1954 in Bois-Colombes) ist ein französischer Schauspieler und Casting-Direktor.
Besnehard ist der Mitbegründer des Festival du film francophone d’Angoulême, das seit 2008 jährlich in Angoulême stattfindet.

## Leben
Als Schauspieler ist Dominique Besnehard vor allem mit der Hauptrolle des Robert an der Seite von Sandrine Bonnaire in Maurice Pialats Auf das, was wir lieben (1983) bekannt.
Neben seinen über 70 Film- und Fernsehrollen ist er in erster Linie Casting-Direktor und Künstleragent. So zeichnet er unter anderem verantwortlich für die Besetzung der Filme Diva (1981, Richard Bohringer); Je vous aime (1981, Catherine Deneuve, Gérard Depardieu), Eine Angelegenheit unter Männern (1981, Claude Brasseur, Jean-Louis Trintignant); Feuer und Flamme (1982, Yves Montand, Isabelle Adjani); Die Spaziergängerin von Sans-Souci (Romy Schneider, Michel Piccoli); La Balance – Der Verrat (Nathalie Baye, Richard Berry); Betty Blue – 37,2 Grad am Morgen,  Abendanzug, Die kleine Diebin, Der Name der Rose, Piraten.
Die Fernsehserie Call My Agent! wurde auf Grundlage seiner Idee entwickelt und hatte im Jahr 2015 ihre Erstausstrahlung in Frankreich, in Deutschland im Jahr 2017. Die vierte und letzte Staffel der insgesamt 24 Folgen umfassenden Serie wurde in Frankreich im Oktober 2020 erstmals gesendet. Besnehard produzierte diese auch und verkörperte sich selbst in drei Gastrollen.

## Filmografie (Auswahl)
- 1975: Ein Sack voll Murmeln (Un sac de billes)
- 1979: Ein kleines Luder (La drôlesse)
- 1980: Die Männer, die ich liebte (Je vous aime)
- 1982: Die Handlanger (Légitime violence)
- 1983: Auf das, was wir lieben (À nos amours)
- 1984: Zwei Fische auf dem Trockenen (Marche à l’ombre)
- 1986: 100 Francs für die Liebe (Cent francs l’amour)
- 1986: Betty Blue – 37,2 Grad am Morgen (37°2 le matin)
- 1988: Die kleine Diebin (La petite voleuse)
- 1989: Vater werden ist doch schwer (Les cigognes n’en font qu’à leur tête)
- 1991: Rien que des mensonges
- 1993: Bittere Wahrheit (Mensonge)
- 1993: Pakt mit dem Tod (Colpo di coda)
- 1996: Auch Männer mögen’s heiß! (Pédale douce)
- 1996: Beaumarchais – Der Unverschämte (Beaumarchais, l’insolent)
- 2002: Asterix & Obelix: Mission Kleopatra (Astérix & Obélix: Mission Cléopâtre)
- 2003: Die Unbekannte aus der Seine (Aurélien)
- 2003: Les clefs de bagnole
- 2003: Gefährliche Liebschaften (Les liaisons dangereuses)
- 2009: Die Schachspielerin (Joueuse)
- 2012: Ziemlich dickste Freundinnen (Mince alors!)
- 2013: Beziehungsweise New York (Casse-tête chinois)
- 2017: Happy End
- 2018: Vorhang auf für Cyrano (Edmond)
- 2023: Mein fabelhaftes Verbrechen (Mon crime)